# Charlee

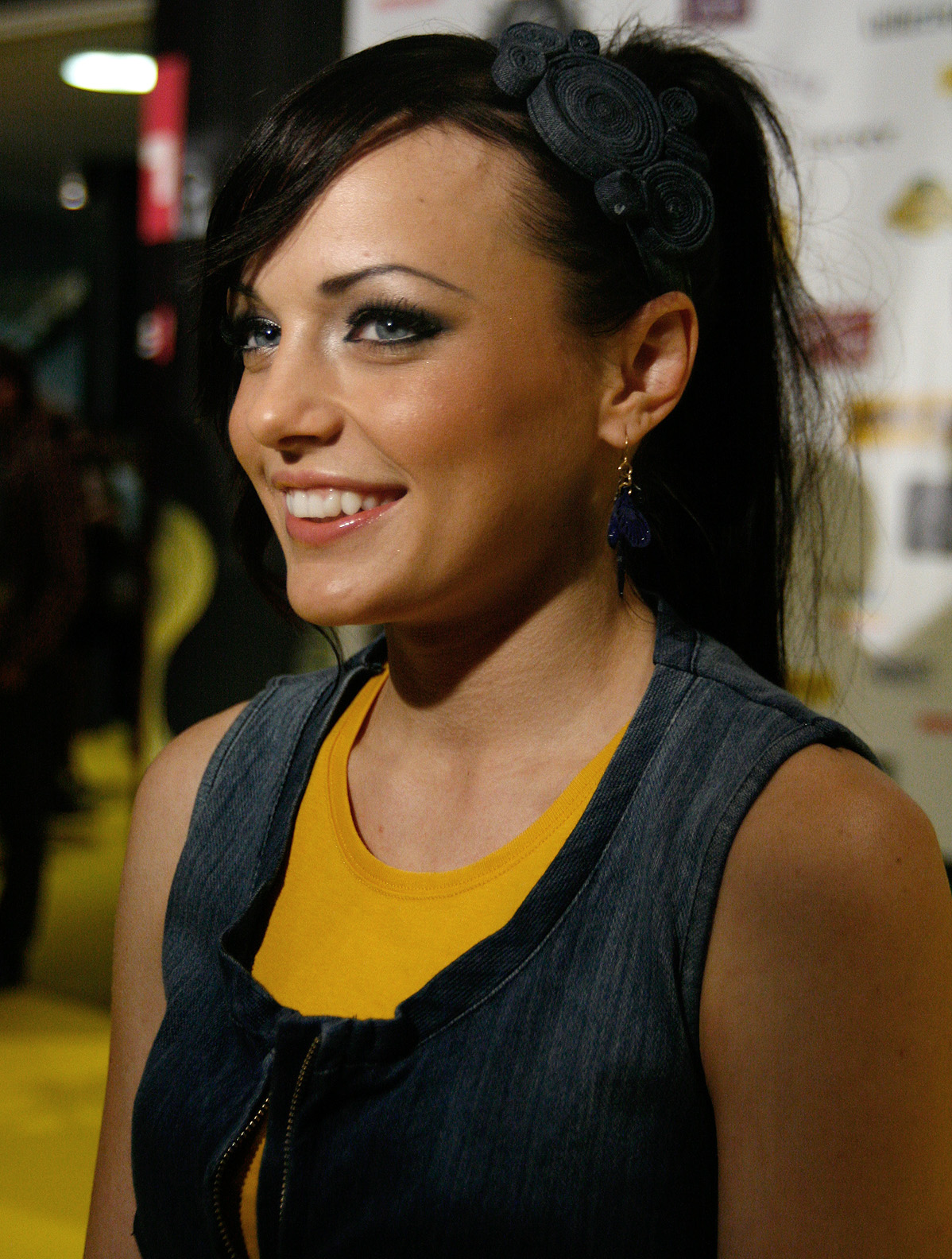
Charlee (2010).

Charlee (Graz, Austria, 1993) es una cantante pop austríaca. Junto con su hermana mayor forma parte del dúo de pop en alemán Luttenburger*Klug, si bien Charlee ha ganado en popularidad gracias a su álbum en solitario, cuyo primer sencillo es "Boy Like You".

## Discografía
La canción Boy like you fue coescrita por Kesha, David Gamson y Alex James y salió al mercado el 27 de agosto de 2010 como primer sencillo de su primer álbum de estudio en solitario, This Is Me. La canción tiene una duración de 3:07 min.

### Sencillos
- Boy Like You (2010) (#8 en la lista alemana 86[3])
- Good To Be Bad (2011)
- Obvious (2011)

### Álbum
- This Is Me